# Curt Enzell
Curt Rikard Enzell, född den 10 juni 1929, död den 9 mars 2024 i Johannes distrikt i Stockholm, var en svensk professor i organisk kemi. Han beskrivs som uppfinnare av portionssnuset.
Enzells föräldrar var egenföretagare och han växte upp på Östermalm i Stockholm. År 1962 disputerade han vid Kungliga Tekniska högskolan och 1964 anställdes han som forskningschef på Svenska Tobaks Ab.
Idén till portionssnuset fick han när han började snusa år 1967 och fann lössnuset kladdigt och ohygieniskt. I kafferummet på Svenska Tobaks experimenterade han med att fylla tomma tepåsar med snus. Bolagets VD Olof Söderström uppmärksammade Enzells vana att snusa med tepåsar och bildade en ny forskningsgrupp i Göteborg som utvecklade tekniken för portionssnuset. Som tack för att han kommit på idén fick Enzell en check på 3 500 kronor.
Han var sambo med Meg Tivéus, som varit VD för Svenska Spel.